# Jack Irish: Dead Point
Jack Irish: Dead Point es una película dramática australiana hecha para la televisión estrenada el 13 de abril del 2014 por medio de la ABC1.  Es la tercera película adaptada del escritor australiano Peter Temple, basada en la novela Dead Point.
Forma parte de la serie de películas y series de Jack Irish estrenadas desde el 2012.

## Historia
Jack Irish es un abogado a tiempo parcial, que se encarga de buscar a personas que prefieren permanecer en el anonimato. Sin embargo cuando Loder, un juez de alto perfil le encarga localizar un misterioso libro rojo, aunque Irish piensa en no aceptar el caso decide tomarlo, ya que el juez es el padre de Isabel, la fallecida esposa de Jack.
Irish pronto se ve inmerso en un mundo de propietarios atractivos, traficantes de drogas poco confiables, chantajistas bisexuales y asesinos desquiciados. Poco a poco Jack se da cuenta de que cualquier persona que toca el libro aparece muerta. Por otro lado Harry Strang está teniendo una crisis mundial de carreras, mientras que su agente de apuestas, Cynthia es atacada. Para ayudarle a Harry a creer de nuevo en el deporte, Jack y Cam deben de perseguir a un ladrón drogado con un tatuaje que dice "Saint" y enseñarle modales.
Las cosas se complican aún más, cuando Linda Hillier, la ex de Jack aparece en Melbourne y de nuevo en su radar. Por suerte para Jack, cuando va al bar "Prince of Prussie", la gente comienza a hablar, además de contar con la ayuda del holgazán detective Barry Tregear, quien le filtra información confidencial de la policía, además de ofrecerle consejos no solicitados en el amor, el matrimonio y la dieta.

## Personajes[2]

### Personajes principales
| Actor             | Personaje          | Ocupación                                                                |
| ----------------- | ------------------ | ------------------------------------------------------------------------ |
| Guy Pearce        | Jack Irish         | Investigador Privado                                                     |
| Aaron Pedersen    | Cam Delroy         | -                                                                        |
| Roy Billing       | Harry Strang       | Corredor de Apuestas Personalidad de Carreras / exentrenador de Caballos |
| Shane Jacobson    | Det. Barry Tregear | Detective                                                                |
| Marta Dusseldorp  | Linda Hillier      | Periodista                                                               |
| Barry Humphries   | Loder              | Juez                                                                     |
| Damien Garvey     | Stan               | -                                                                        |
| John Flaus        | Wilbur             | -                                                                        |
| Ronald Falk       | Norm               | -                                                                        |
| Terry Norris      | Eric Tanner        | -                                                                        |
| Damien Richardson | Drew Greer         | -                                                                        |
| Deborah Mailman   | Cynthia            | Agente de Apuestas                                                       |
| Kat Stewart       | Ros                | -                                                                        |
| Vince Colosimo    | Mike Cundall       | -                                                                        |
| Emma Booth        | Isabel Irish       | -                                                                        |
| John Jarratt      | Sgt. Laurie Olsen  | Sargento Mayor                                                           |
| Dominic Allburn   | Robbie Colburne    | -                                                                        |

### Personajes secundarios
| Actor                 | Personaje             | Ocupación          |
| --------------------- | --------------------- | ------------------ |
| Tina Bursill          | Pat                   | -                  |
| Fletcher Humphrys     | Wayne Waylon Milovich | -                  |
| Madeleine Madden      | Marie                 | -                  |
| Tyler Mander          | Ollie                 | -                  |
| Haylene Watts         | Lucy                  | -                  |
| Ben Gerrard           | Xavier                | -                  |
| James O'Connell       | "Lizard"              | -                  |
| Paul Ireland          | Artie                 | -                  |
| Sarah Roberts         | Lorna                 | -                  |
| Kimesia Hartz         | Elle                  | -                  |
| Tess Haubrich         | Sienna                | -                  |
| Lloyd Bissell         | -                     | Oficial            |
| Timothy Joseph Clarke | -                     | Oficial            |
| Colin Masters         | -                     | Oficial (corrupto) |

## Premios y nominaciones
| Año  | Categoría                                    | Premio      | Nominados (as)                                                                     | Resultado |
| ---- | -------------------------------------------- | ----------- | ---------------------------------------------------------------------------------- | --------- |
| 2015 | Best Direction in a Telemovie                | ADG Award   | Jeffrey Walker                                                                     | Ganó      |
| 2014 | Best Achievement in Sound for a Tele-Feature | ASSG Award  | Phil Judd, Tony Murtagh, Damian Jory, Martin Oswin, Les Fiddess, John Wilkinson... | Nominados |
| 2014 | Television - Telemovie - Adaptation          | AWGIE Award | Matt Cameron                                                                       | Nominado  |

## Producción
La película contó con el productor Ian Collie de "Essential Media and Entertainment", el director y coproductor Jeffret Walker, el productor ejecutivo Andrew Knight, el coproductor Andrew Anastasios, el guionista Matt Cameron y el director de fotografía Martin McGrath.
La película obtuvo 780,000 de espectadores.

### Emisión en otros países
| País        | Título                   | Cadenas/Línea | Fecha de Inicio          | Fecha de Finalización |
| ----------- | ------------------------ | ------------- | ------------------------ | --------------------- |
| Japón       | -                        | -             | 3 de julio de 2015 (DVD) | -                     |
| Polonia     | Jack Irish: Martwy Punkt | -             | -                        | -                     |
| Reino Unido | -                        | -             | 8 de diciembre de 2014   | -                     |